# 普爾卡山
普爾卡山（英語：Purka Mountain）是南極洲的山峰，位於肯普地，處於耶伊塔山東南部9公里，屬於漢森山脈的一部分，挪威製圖師根據該國拍攝的空中照片繪入地圖，現時由南極條約體系管理。